# Товаок (Колорадо)
Товаок (англ. Towaoc) — переписна місцевість (CDP) в США, в окрузі Монтесума штату Колорадо. Населення — 1120 осіб (2020).

## Географія
Товаок розташований за координатами 37°12′45″ пн. ш. 108°43′35″ зх. д. / 37.21250° пн. ш. 108.72639° зх. д. (37.212599, -108.726461).  За даними Бюро перепису населення США в 2010 році переписна місцевість мала площу 9,28 км², уся площа — суходіл.

## Демографія
Згідно з переписом 2010 року, у переписній місцевості мешкало 1087 осіб у 339 домогосподарствах у складі 259 родин. Густота населення становила 117 осіб/км².  Було 387 помешкань (42/км²).
Расовий склад населення:
| - 95,0 % — корінних американців - 2,3 % — білих |

До двох чи більше рас належало 2,6 %. Частка іспаномовних становила 4,7 % від усіх жителів.
За віковим діапазоном населення розподілялося таким чином: 34,7 % — особи молодші 18 років, 60,3 % — особи у віці 18—64 років, 5,0 % — особи у віці 65 років та старші. Медіана віку мешканця становила 26,3 року. На 100 осіб жіночої статі у переписній місцевості припадало 89,0 чоловіків;  на 100 жінок у віці від 18 років та старших — 83,5 чоловіків також старших 18 років.
Середній дохід на одне домашнє господарство  становив 36 234 долари США (медіана — 24 500), а середній дохід на одну сім'ю — 39 054 долари (медіана — 27 667). Медіана доходів становила 38 000 доларів для чоловіків та 31 765 доларів для жінок. За межею бідності перебувало 48,3 % осіб, у тому числі 59,3 % дітей у віці до 18 років та 29,0 % осіб у віці 65 років та старших.
Цивільне працевлаштоване населення становило 209 осіб. Основні галузі зайнятості: публічна адміністрація — 28,7 %, освіта, охорона здоров'я та соціальна допомога — 25,4 %, мистецтво, розваги та відпочинок — 13,9 %, будівництво — 9,6 %.